# Державний театр ляльок Республіки Карелія
Державний театр ляльок Республіки Карелія (рос. Государственный театр кукол Республики Карелия) — державний ляльковий театр у столиці Республіки Карелія (Росія) місті Петрозаводську, професіональний репертуарний театр із 70-літньою історією (один з найстаріших у країні) й власними традиціями.

## Загальні дані
Державний театр ляльок Республіки Карелія ляльок міститься у спеціально збудованій великій функціональній будівлі в центрі міста за адресою:
пр. Карла Маркса, буд. 19, м. Петрозаводськ-185035 (Республіка Карелія, Росія).
Будівлю театру споруджено коштом держави і республіки, це — сучасний театральний комплекс (у єдиному архітектурному ансамблі з Національним театром Республіки Карелія), оснащений технічним обладнанням за потребою часу.
Нині директором театру є Васильєва Любов Миколаївна.

## З історії театру
Дата відкриття лялькового театру у Петрозаводську — 15 грудня 1935 року.
Засновниками театру були випускники курсів С.В. Образцова, актори Театру робітничої молоді: А.Д. Коган, З.В. Пергамент, К.В. Горожанкіна, В.К. Козлова. 
До 1 січня 1938 року театр ляльок перебував у складі ТРАМу (1934—35), ТЮГу (1935—37), Каргостеатру (1937).
У театрі в різні часи працювали такі відомі творчі особистості як М. Корольов, Н. Боровков, С. Єфремов, І. Москальов, С. Белкін, Х. Скалдина, В. Совєтов, Т. Юфа.
У червні 2003 року Театр ляльок Республіки Карелія організував Республіканський фестиваль дитячих та юнацьких театрів ляльок «Куклантида» — проводиться раз на 2 роки.
Нині театр є постійним учасником Міжнародних та внутрішньоросійських фестивалів. 
2007 року вистава «Золоченые лбы» за сказом Б. Шергіна була номінована на Національну премію Росії «Золотая маска».

## Репертуар та діяльність
У чинному репертуарі Державного театру ляльок Республіки Карелія понад 30 вистав для глядачів різних вікових категорій, різних творчих прийомів та систем лялькарства: ширмові спектаклі з тростьовими ляльками, вистави з пальцевими та планшетними ляльками, живим планом.
Основу репертуару складають вистави за національним фольклором і класикою російської та радянської дитячої літератури — «Царевна-лягушка», «Кошкин дом», «Маша и Медведь», «По щучьему велению» тощо. Неодноразово спектаклі театру ставали лауреатами Вищої театральної премії Республіки Карелія «Онежская маска» в номінації «Найкращий спектакль для дітей».
Важливим напрямком діяльності театру останніх років є розробка та участь у міжнародних проектах. Так, спільно з відділом L ahidemokratia Муніципалітету міста Оулу (Фінляндія) театр опрацював і здійснив упродовж 2004—05 рр. проект з організації міжнародної мережі самодіяльних дитячих та юнацьких театрів ляльок у губернії Оулу та Республіці Карелія.

## Виноски
1. ↑  Котакти [Архівовано 2008-09-21 у Wayback Machine.] на Офіційна вебсторінка театру [Архівовано 2015-11-22 у Wayback Machine.]
2. ↑  Державний театр ляльок Республіки Карелія на www.afishagoroda.ru [Архівовано 13 грудня 2010 у Wayback Machine.] (рос.)